# 2025年亚洲冬季运动会韩国代表团
2025年亞洲冬季運動會韓國代表團是大韓民國派出的2025年亞洲冬季運動會代表團。韓國共派出149名選手參加本屆亞洲冬季運動會所有11個項目。